# Jacques Chouillet
Jacques Chouillet, né le 13 avril 1915 à Vincennes et mort le 19 février 1990 à Paris, est un romaniste et professeur de littérature français, spécialiste de Diderot.

## Vie et travaux
Jacques Chouillet intègre l'École normale supérieure en 1935, passe l'agrégation de lettres classiques. Il resta longtemps en captivité durant la Seconde Guerre mondiale. De 1946 à 1963, il donne cours dans l'enseignement secondaire, puis devient assistant, maître-assistant et chargé d'enseignement à l'université de Caen. Il enseigna également au Maroc - alors sous protectorat français.
En 1963, il est Maître de conférences à l'Université de Paris III (Sorbonne Nouvelle).
En 1972, il défend sa thèse à l'université de Paris IV, intitulée La formation des idées esthétiques de Diderot : 1745-1763 (Paris, 1973 - distingué par l'Académie française).
En février 1974, il est élu directeur de l'U.E.R. de littérature française. Il est nommé professeur titulaire le 2 mai 1975.
Il est élu président de l'université Paris III le 10 octobre 1975 et occupera ce poste de 1976 à 1981.
En 1985, dans la foulée du bicentenaire de la mort de Diderot, il fonde, avec son épouse Anne-Marie Chouillet, la Société Diderot et la revue scientifique Recherches sur Diderot et sur l'Encyclopédie.

## Publications
Éditions d'œuvres de Denis Diderot
Jacques Chouillet et son épouse Anne-Marie Chouillet ont collaboré à l'édition scientifiques de textes de Denis Diderot, en particulier pour les Œuvres complètes de Diderot publiées chez Hermann à Paris (coll. dite DPV).
- Œuvres complètes X, Fiction II, Le drame bourgeois, Paris 1982.
- Le Neveu de Rameau, Satire seconde, Paris 1982.
- La religieuse, Paris 1983, 1986.
- Jacques le fataliste, Paris 1983, 1991.
- Salons, I, Essais sur la peinture, Salons de 1759, 1761 et 1763, Paris 1984, 2007. Avec la collaboration de Gita May.
- Le Rêve de d'Alembert et autres écrits philosophiques, Paris, 1984.
- Le neveu de Rameau, satires, contes et entretiens, Paris, 1984, 1986, 1991, 1992.

Principales autres publications
- Descartes et le problème de l'origine des langages au XVIIIe siècle, Dix-huitième siècle, 4, 1972, p. 39-60.
- La formation des idées esthétiques de Diderot, 1974. Distingué par le prix Vitet, décerné par l'Académie française[2].
- L'esthétique des Lumières, Paris 1974. Compte rendu par Félix Paknadelsem dans XVII-XVIII : Bulletin de la société d'études anglo-américaines des XVIIe et XVIIIe siècles, 1975 (vol. 1), no 1, p. 34.
- Diderot, Paris, SEDES (Société d'édition d'enseignement supérieur), 1977.
- Diderot : poète de l'énergie, Paris 1984.
- Traitements informatiques de textes du 18e siècle : actes de la table ronde, VIe Congrès international des Lumières (Bruxelles, 24-31 juillet 1983), Paris, 1984. Avec la collaboration d'Anne-Marie Chouillet.
- Denis Diderot – Sophie Volland : un dialogue à une voix, Genf/Paris, 1986.
- Condillac sort de l'ombre, Le Monde, 7 novembre 1980, en ligne.
- Ariste, miroir de Diderot, Revue d'histoire littéraire (A. Colin), 1965.